# Trentepohlia (botanica)
Trentepohlia è un genere di alghe verdi clorofite filamentose della famiglia delle Trentepohliaceae, che vivono libere su supporti terrestri come tronchi d'albero e rocce o in simbiosi nei licheni.
I filamenti di Trentepohlia hanno un deciso colore arancione causato dalla presenza di grandi quantità di pigmenti carotenoidi che mascherano il verde della clorofilla.